# المليار الممل
المليار الممل (بالإنجليزية: Boring Billion) والمعروف باسم المليار القاحل، وهو أكثر العصور مللًا في تاريخ الأرض، ويُسمى بالعصور الوسطى للأرض أيضًا، وتمتد فترته الزمنية بين 1.8 و0.8 مليار عام، في منتصف دهر الطلائع على المقياس الزمني الجيولوجي، وتتسم هذه الفترة بالاستقرار التكتوني بدرجات متفاوتة، والركود المناخي، وتوقف التطور البيولوجي. ويحد هذه الفترة حدثان مختلفان حدث أكسجة وحدث جليدي، لكن مستويات الأكسجين كانت منخفضة جدًا في المليار الممل بحد ذاته ولا توجد أدلة فيه على التجلد.
ربما كانت المحيطات في تلك المرحلة فقيرة بالأكسجين والمغذيات وغنية بالكبريتيد (أوكسينيا)، وسكنتها البكتيريا الزرقاء ذات التمثيل الضوئي اللا أوكسجيني بشكل رئيسي، وهي نوع من البكتيريا القادرة على التمثيل الضوئي التي تستخدم كبريتيد الهيدروجين (H2S) بدلاً من الماء وتنتج الكبريت بدلاً من الأكسجين. في ما يعرف باسم محيط كانفيلد. ربما تسبب هذا التكوين في أن تكون المحيطات سوداء اللون وفيروزية حليبية بدلاً من اللون الأزرق.
بغض النظر عن هذه الظروف غير المواتية، ربما تطورت حقيقيات النوى في بدايات المليار الممل، وتأقلمت مع عدد من التطورات الجديدة، مثل مختلف العضيات الخلوية ومن المحتمل تطور التكاثر الجنسي أيضًا، وتنوعت إلى النباتات والحيوانات والفطريات. قد تكون هذه التغيرات بمثابة مقدمات مهمة لتطور حياة كبيرة ومعقدة في وقت لاحق في الانفجار الكامبري. ومع ذلك، كانت البكتيريا الزرقاء بدائية النواة هي شكل الحياة السائد خلال هذا العصر، ومن المرجح أنها دعمت شبكة غذائية فقيرة بالطاقة مع عدد صغير من الطلائعيات في مستوى المفترسات العلوية. من المحتمل أن الأرض كانت مأهولة بالبكتيريا الزرقاء بدائية النواة والأشنيات الأولية حقيقية النواة، وكانت الأخيرة أكثر نجاحًا هنا على الأرجح بسبب توفر المواد الغذائية بشكل أكبر من مياه المحيطات البحرية.

## الوصف
في عام 1995، استعرض الجيولوجيون روجر بويك ودافيز دي ماراي وأندرو نول النقص الواضح في الأحداث البيولوجية والجيولوجية والمناخية الكبرى خلال حقبة الطلائع الوسطى بين 1.6 إلى مليار عام، وبالتالي، وصفوها بأنها «أكثر العصور مللًا في تاريخ الأرض». أما مصطلح «Boring Billion – المليار الممل» فقد صاغه عالم الحفريات مارتن براسيير والجيولوجي جون ليندساي في عام 1998 وذلك للإشارة إلى الفترة ما بين المليار الثاني والأول، التي كانت تتسم بالاستقرار المناخي والتكتوني، ووفرة المغذيات الفقيرة، وهذا بناءً على صخور من جبل إيسا وحوض ماك آرثر، كوينزلاند. في عام 2005، استخدم عالم الجيولوجيا الأسترالي جورج ويليامز مصطلح «المليار القاحل» للإشارة إلى فترة الركود الجليدي الظاهر في كيمبرلي، أستراليا الغربية بين 1.8 إلى 0.8 مليار عام. وفي عام 2014، أطلق عالما الجيولوجيا بيتر كاوود وكريس هاوكيسورث على الفترة بين 1.7 و 0.75 مليار عام اسم «العصور الوسطى للأرض» بسبب عدم وجود دليل على حركة تكتونية.
يُشار إلى المليار الممل الآن على نطاق واسع على أنه يتراوح ما بين 1.8 إلى 0.8 مليار عام، ويقع ضمن دهر الطلائع على المقياس الزمني الجيولوجي، تحديدًا في حقبة الطلائع الوسطى. ويتسم المليار الممل بالركود الجيولوجي والمناخي والتطوري، مع توفر مغذيات منخفضة.
في الفترة التي سبقت المليار الممل، شهدت الأرض حدث الأكسجة الكبير بسبب تطور البكتيريا الزرقاء القادرة على التمثيل الضوئي، والغمر الجليدي الهيوروني الناجم (الأرض كرة ثلج)، وتشكل طبقة الأوزون التي حجبت الأشعة فوق البنفسجية، وأكسدة العديد من المعادن. وانخفضت مستويات الأكسجين بشكل كبير في المليار الممل. وانتهى الأمر بتفكك القارة العظمى رودينيا، وحدث أكسجة ثانٍ، وأصبحت الأرض كرة ثلج مرة أخرى في فترة العصر البارد.

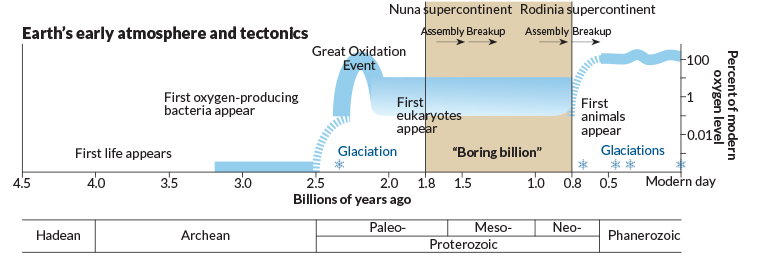
مخطط بالإنجليزية يوضح مستويات الأكسجين في الغلاف الجوي على مدى آخر 4.5 مليار سنة والأحداث الكبرى التي جرت حول المليار الممل

## الركود التكتوني
ارتبط تطور المحيط الحيوي للأرض وغلافها الجوي والمائي بدورة القارة العظمى، حيث تجمعت القارات ثم انفصلت عن بعضها البعض. شهد المليار الممل تطور اثنتين من القارات العظمى: كولومبيا (أو نونا) ورودينيا.
تشكلت قارة كولومبيا العظمى بين 2.0 و 1.7 مليار عام وظلت على حالها حتى 1.3 مليار عام على الأقل، وتشير الدلائل الجيولوجية والمغنطيسية القديمة إلى أن كولومبيا خضعت فقط لتغييرات طفيفة لتشكيل قارة رودينيا العظمى من 1.1 إلى 0.9 مليار عام، وتشير إعادة بناء الجغرافية القديمة إلى أن التجمع في القارة العظمى كان في المناطق المناخية الاستوائية والمعتدلة، ولا يوجد دليل يذكر على وجود أجزاء قارية في المناطق القطبية.
بسبب عدم وجود أدلة على تراكم الرسوبيات (على الحواف الساكنة) والتي قد تحدث نتيجة التصدع، فربما لم تنقسم القارة العظمى، بل كانت مجرد مجموعة من بداءات القارات المتجاورة والكراتونات. إذ لا يوجد دليل على التصدع قبل تشكل رودينيا، 1.25 مليار عام في شمال لورينتيا، و1 مليار عام في شرق بلطيقيا وجنوب سيبيريا. ومع ذلك، لم يحدث الانفضال حتى 0.75 مليار عام، ما شكل نهاية المليار الممل. قد يرتبط هذا الركود التكتوني بكيمياء المحيطات والغلاف الجوي.
من المحتمل أن يكون غلاف موري - وهو الطبقة المنصهرة من وشاح الأرض التي تطفو الصفائح التكتونية عليها وتتحرك فيها بشكل أساسي - حارًا جدًا بحيث تعذر الحفاظ على تكتونيات الصفائح الحديثة في هذا الوقت. فبدلاً من إعادة تدوير الصفائح النشطة في مناطق الاندساس، رُبطت الصفائح سويًا عبر مليارات السنين حتى تبرد الوشاح بدرجة كافية. وربما ساعد تبرد القشرة الأرضية وزيادة سماكتها على ظهور هذا المكون من الصفائح التكتونية والتي بدورها تسببت، فور بدئها، في أن يكون اندساس الصفائح قويًا جدًا، ويحدث في نهاية المليار الممل.
ومع ذلك، ظلت أحداث الصهارة الكبرى تتكرر، وهي تشكيل (عبر عمود وشاح) مقاطعة موسغريف الأسترالية التي تبلغ مساحتها 220,000 كم 2 (85000 ميل مربع) بين 1.22 إلى 1.12 مليار عام، وتكشيل مقاطعة ماكنزي الكندية الكبيرة التي تبلغ 2,700,000 كيلومتر مربع (1,000,000 ميل مربع) في 1.27 مليار عام؛ وكانت الصفائح التكتونية ما تزال نشطة بما يكفي لتشكل الجبال، مع تكون عدة جبال معروفة في ذلك الوقت، مثل تكون جبل غرينفيل.